# Gran Premio del Marocco 1958
Il Gran Premio del Marocco 1958 fu l'undicesima ed ultima gara della stagione 1958 del Campionato mondiale di Formula 1, disputata il 19 ottobre sul Circuito di Ain-Diab.
La corsa vide la vittoria di Stirling Moss su Vanwall, seguito dalle Ferrari di Mike Hawthorn e Phil Hill.
Dopo quattro edizioni disputate tra il 1954 e il 1957 come prove non valide per il campionato mondiale, il Gran Premio del Marocco entrò ufficialmente nel calendario per la prima e unica volta. Infatti, sia a causa della scarsa sicurezza del tracciato, sia a causa della tragica morte di Stuart Lewis-Evans durante la gara, la Formula 1 abbandonò l'appuntamento nordafricano.

## Analisi per il Campionato Piloti
Dopo che la Vanwall si era aggiudicata il Titolo Costruttori nel Gran Premio precedente, all'ultimo appuntamento del Campionato rimane aperto il discorso per il Titolo Piloti tra Mike Hawthorn e Stirling Moss, con il primo in vantaggio di 8 punti sul secondo. In particolare, tenuto conto degli scarti, Stirling Moss ha ancora la possibilità di laurearsi campione, nei seguenti casi:
- Vince senza far segnare il giro più veloce e Hawthorn fa segnare il giro più veloce ma non arriva a podio.
- Vince senza far segnare il giro più veloce e Hawthorn non fa segnare il giro più veloce e non fa meglio del terzo posto.
- Vince facendo segnare il giro più veloce e Hawthorn non arriva secondo.

Ogni altra combinazione di risultati consegnerebbe il titolo ad Hawthorn.

## Qualifiche
| Pos | N° | Pilota              | Auto                  | Squadra                    | Tempo  | Distacco |
| --- | -- | ------------------- | --------------------- | -------------------------- | ------ | -------- |
| 1   | 6  | Mike Hawthorn       | Ferrari Dino 246      | Scuderia Ferrari           | 2:23.1 | -        |
| 2   | 8  | Stirling Moss       | Vanwall               | Vandervell Products Ltd    | 2:23.2 | +0.1     |
| 3   | 12 | Stuart Lewis-Evans  | Vanwall               | Vandervell Products Ltd    | 2:23.7 | +0.6     |
| 4   | 14 | Jean Behra          | BRM P25               | Owen Racing Organisation   | 2:23.8 | +0.7     |
| 5   | 4  | Phil Hill           | Ferrari Dino 246      | Scuderia Ferrari           | 2:24.1 | +1.0     |
| 6   | 2  | Olivier Gendebien   | Ferrari Dino 246      | Scuderia Ferrari           | 2:24.3 | +1.2     |
| 7   | 10 | Tony Brooks         | Vanwall               | Vandervell Products Ltd    | 2:24.4 | +1.3     |
| 8   | 18 | Jo Bonnier          | BRM P25               | Owen Racing Organisation   | 2:24.9 | +1.8     |
| 9   | 38 | Maurice Trintignant | Cooper-Climax T45     | RRC Walker Racing Team     | 2:26.1 | +3.0     |
| 10  | 16 | Harry Schell        | BRM P25               | Owen Racing Organisation   | 2:26.5 | +3.4     |
| 11  | 32 | Jack Fairman        | Cooper T45 -Climax    | Cooper Car Company         | 2:27.0 | +3.9     |
| 12  | 36 | Graham Hill         | Lotus 16 -Climax      | Team Lotus                 | 2:27.1 | +4.0     |
| 13  | 22 | Masten Gregory      | Maserati 250F         | Temple Buell               | 2:27.6 | +4.5     |
| 14  | 30 | Roy Salvadori       | Cooper T45 -Climax    | Cooper Car Company         | 2:28.6 | +5.5     |
| 15  | 20 | Ron Flockhart       | BRM P25               | Owen Racing Organisation   | 2:29.8 | +6.7     |
| 16  | 34 | Cliff Allison       | Lotus 12 -Climax      | Team Lotus                 | 2:33.7 | +10.6    |
| 17  | 28 | Gerino Gerini       | Maserati 250F         | Scuderia Centro Sud        | 2:35.1 | +12.0    |
| 18  | 24 | Hans Herrmann       | Maserati 250F         | J Bonnier                  | 2:35.1 | +12.0    |
| 19  | 50 | Jack Brabham        | Cooper T45 -Climax F2 | Cooper Car Company         | 2:36.6 | +13.5    |
| 20  | 26 | Wolfgang Seidel     | Maserati 250F         | Scuderia Centro Sud        | 2:38.2 | +15.1    |
| 21  | 52 | Bruce McLaren       | Cooper T45 -Climax F2 | Cooper Car Company         | 2:39.0 | +15.9    |
| 22  | 56 | Tom Bridger         | Cooper T45-Climax F2  | British Racing Partnership | 3:01.0 | +37.9    |
| 23  | 58 | Robert La Caze      | Cooper T45 -Climax F2 | R La Caze                  | 3:03.5 | +40.4    |
| 24  | 54 | François Picard     | Cooper T43-Climax F2  | RRC Walker Racing Team     | 3:06.4 | +43.4    |
| 25  | 60 | André Guelfi        | Cooper T45 -Climax F2 | A Guelfi                   | 3:09.0 | +45.9    |

## Gara
Moss salì immediatamente al comando della gara con una buona partenza, mentre Hawthorn scese in terza posizione, superato anche dall'altro ferrarista Phil Hill. Al 3° giro quest'ultimo, per aiutare il suo compagno di squadra in ottica mondiale, cercò di impensierire senza successo Moss, che da lì in poi iniziò a prendere il largo, segnando anche il giro veloce.
Al 41° giro il compagno di Moss, Stuart Lewis-Evans, a causa di problemi meccanici, finì ad alta velocità contro le barriere di protezione. La sua Vanwall fu avvolta dalle fiamme ed il giovane pilota inglese, pur riuscendo miracolosamente ad uscire dall'abitacolo, riportò delle gravissime ustioni, che lo porteranno alla morte sei giorni dopo la gara. 
Nel frattempo la Ferrari, consapevole che ormai Hill non avrebbe avuto modo di raggiungere Moss, impose al suo pilota di rallentare e di farsi superare dal compagno Hawthorn, cosa che effettivamente avvenne al 39° giro. Le posizioni di vertice si cristallizzarono fino alla fine della gara, con il ferrarista Hawthorn che ottenne la seconda posizione e conquistò per un solo punto il titolo mondiale ai danni di Moss, diventando il primo pilota britannico a riuscirci. Il pilota della Vanwall divenne invece vicecampione del mondo per il quarto anno consecutivo, in una stagione in cui, con il ritiro di Fangio dalle competizioni, era considerato il grande favorito per la vittoria finale.
Il GP del Marocco fu anche l'ultima gara a cui prese parte il neo campione del mondo, il quale annuncerà il ritiro dalle competizioni a Dicembre dello stesso anno, ancora scosso dalla morte del compagno e amico Peter Collins, deceduto per incidente nello stesso anno durante il Gran Premio di Germania.
| Pos | N° | Pilota              | Costruttore           | Giri | Tempo/Causa Ritiro | Pos partenza | Punti |
| --- | -- | ------------------- | --------------------- | ---- | ------------------ | ------------ | ----- |
| 1   | 8  | Stirling Moss       | Vanwall               | 53   | 2:09:15.1          | 2            | 9     |
| 2   | 6  | Mike Hawthorn       | Ferrari Dino 246      | 53   | +1:24.7            | 1            | 6     |
| 3   | 4  | Phil Hill           | Ferrari Dino 246      | 53   | +1:25.5            | 5            | 4     |
| 4   | 18 | Jo Bonnier          | BRM P25               | 53   | +1:46.7            | 8            | 3     |
| 5   | 16 | Harry Schell        | BRM P25               | 53   | +2:33.7            | 10           | 2     |
| 6   | 22 | Masten Gregory      | Maserati 250F         | 52   | +1 Giro            | 13           |       |
| 7   | 30 | Roy Salvadori       | Cooper T45 -Climax    | 51   | +2 Giri            | 14           |       |
| 8   | 32 | Jack Fairman        | Cooper T45 -Climax    | 50   | +3 Giri            | 11           |       |
| 9   | 24 | Hans Herrmann       | Maserati 250F         | 50   | +3 Giri            | 18           |       |
| 10  | 34 | Cliff Allison       | Lotus 12 -Climax      | 49   | +4 Giri            | 16           |       |
| 11  | 50 | Jack Brabham        | Cooper T45 -Climax F2 | 49   | +4 Giri            | 19           |       |
| 12  | 28 | Gerino Gerini       | Maserati 250F         | 48   | +5 Giri            | 17           |       |
| 13  | 52 | Bruce McLaren       | Cooper T45 -Climax F2 | 48   | +5 Giri            | 21           |       |
| 14  | 58 | Robert La Caze      | Cooper T45 -Climax F2 | 48   | +5 Giri            | 23           |       |
| 15  | 60 | André Guelfi        | Cooper T45 -Climax F2 | 48   | +5 Giri            | 25           |       |
| 16  | 36 | Graham Hill         | Lotus 16 -Climax      | 45   | +8 Giri            | 12           |       |
| Rit | 12 | Stuart Lewis-Evans  | Vanwall               | 41   | Incidente          | 3            |       |
| Rit | 54 | François Picard     | Cooper T43-Climax F2  | 31   | Incidente          | 24           |       |
| Rit | 56 | Tom Bridger         | Cooper T45-Climax F2  | 30   | Incidente          | 22           |       |
| Rit | 10 | Tony Brooks         | Vanwall               | 29   | Motore             | 7            |       |
| Rit | 2  | Olivier Gendebien   | Ferrari Dino 246      | 29   | Incidente          | 6            |       |
| Rit | 14 | Jean Behra          | BRM P25               | 26   | Motore             | 4            |       |
| Rit | 26 | Wolfgang Seidel     | Maserati 250F         | 15   | Incidente          | 20           |       |
| Rit | 20 | Ron Flockhart       | BRM P25               | 15   | Albero a camme     | 15           |       |
| Rit | 38 | Maurice Trintignant | Cooper-Climax T45     | 9    | Motore             | 9            |       |

## Statistiche

### Piloti
- 1° e unico titolo Mondiale per Mike Hawthorn
- 10° vittoria per Stirling Moss
- 4ª e ultima pole position per Mike Hawthorn
- 18º e ultimo podio per Mike Hawthorn
- 50º Gran Premio per Jean Behra
- 1° e unico Gran Premio per Tom Bridger, André Guelfi, Robert La Caze e François Picard
- Ultimo Gran Premio per Mike Hawthorn, Gerino Gerini e Stuart Lewis-Evans

### Costruttori
- 9ª e ultima vittoria per la Vanwall
- 13º e ultimo podio per la Vanwall
- 6º e ultimo giro più veloce per la Vanwall

### Motori
- 9ª e ultima vittoria per il motore Vanwall
- 13º e ultimo podio per il motore Vanwall
- 6º e ultimo giro più veloce per il motore Vanwall

### Pneumatici
- 7° vittoria per la Dunlop
- 15ª e ultima pole position per la Englebert
- Ultimo Gran Premio per la Englebert

### Giri al comando
- Stirling Moss (1-53)

## Classifiche Mondiali

### Piloti
| Pos | Pilota              | Punti   |
| --- | ------------------- | ------- |
| 1   | Mike Hawthorn       | 42 (49) |
| 2   | Stirling Moss       | 41      |
| 3   | Tony Brooks         | 24      |
| 4   | Roy Salvadori       | 15      |
| 5   | Peter Collins       | 14      |
|     | Harry Schell        | 14      |
| 7   | Maurice Trintignant | 12      |
|     | Luigi Musso         | 12      |
| 9   | Stuart Lewis-Evans  | 11      |
| 10  | Jean Behra          | 9       |
|     | Wolfgang von Trips  | 9       |
|     | Phil Hill           | 9       |
| 13  | Jimmy Bryan         | 8       |
| 14  | Juan Manuel Fangio  | 7       |
| 15  | George Amick        | 6       |
| 16  | Tony Bettenhausen   | 4       |
|     | Johnny Boyd         | 4       |
| 18  | Jack Brabham        | 3       |
|     | Jo Bonnier          | 3       |
|     | Cliff Allison       | 3       |
| 21  | Jim Rathmann        | 2       |

### Costruttori
| Pos | Team          | Punti   |
| --- | ------------- | ------- |
| 1   | Vanwall       | 48 (57) |
| 2   | Ferrari       | 40 (57) |
| 3   | Cooper-Climax | 31      |
| 4   | BRM           | 18      |
| 5   | Maserati      | 6       |
| 6   | Lotus-Climax  | 3       |